# Estación de La Poveda

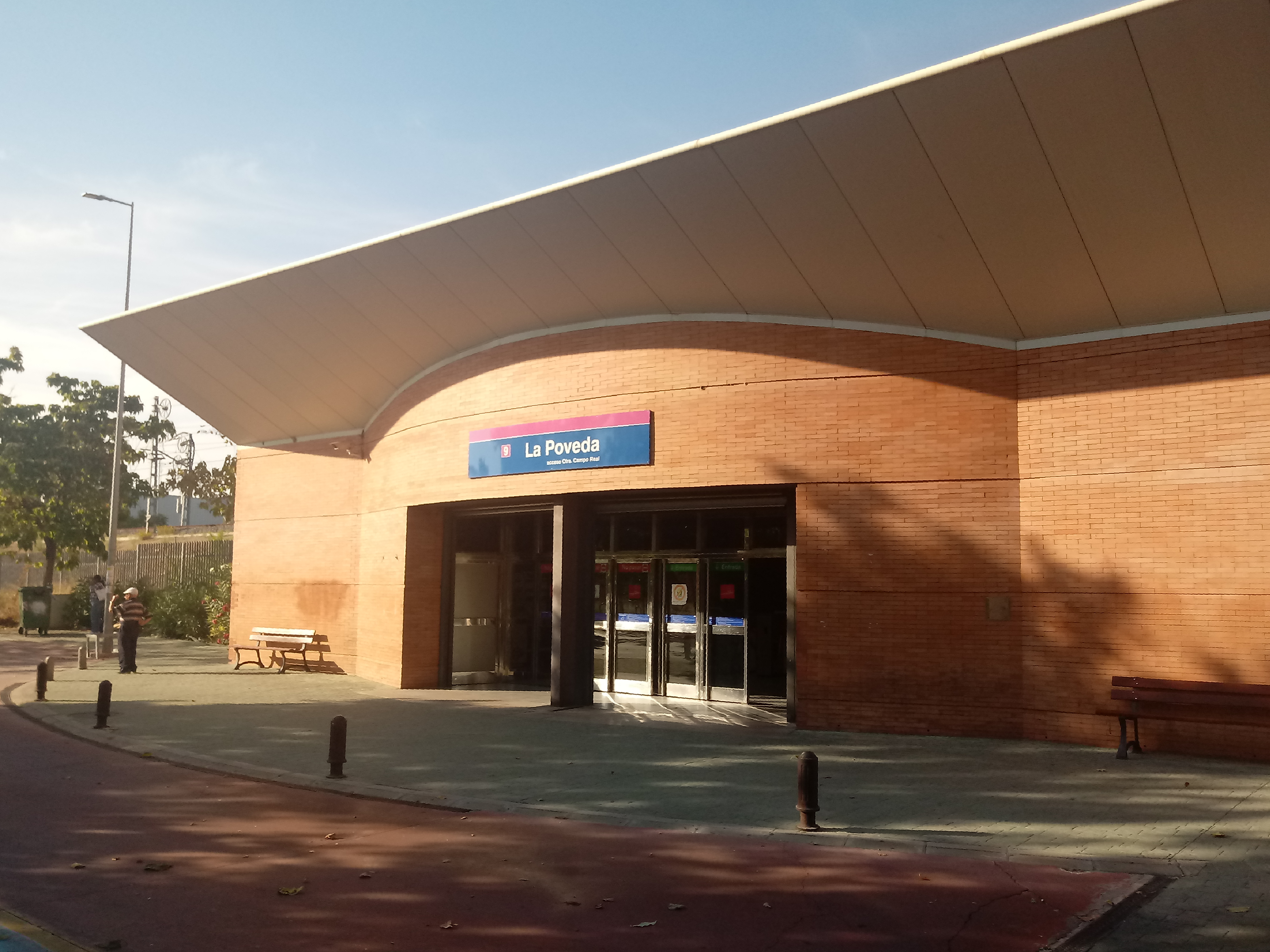
Entrada a la estación

La Poveda es una estación de la línea 9 del Metro de Madrid situada en la zona norte de Arganda del Rey, en el barrio de La Poveda. La estación se encuentra en superficie, al aire libre semielevada al igual que la anterior (Rivas-Vaciamadrid).

## Historia
Entró en servicio el 7 de abril de 1999 con el primer tramo de la línea entre Rivas-Vaciamadrid y Arganda del Rey.
Desde el 1 de enero de 2019, toda la línea 9B de Metro de Madrid, pasa a tener el mismo horario que el resto de la red, empezando el servicio a las 6:00 de la mañana y finalizando a la 1:30 de la madrugada.
Entre el 31 de marzo y el 5 de abril de 2020 hace las veces de cabecera sur de la línea al estar cortado el tramo La Poveda-Arganda del Rey por obras de reparación.
Entre el 9 de julio y el 22 de septiembre de 2021 actuó como cabecera sur de la línea por obras en el tramo La Poveda-Arganda del Rey. Se estableció un Servicio Especial de autobús gratuito entre ambas estaciones.

## Accesos
Vestíbulo La Poveda
- Ctra. Campo Real Ctra. de Campo Real (M-300), km. 2

## Líneas y conexiones

### Metro
| << cabecera                                       | < estación        | línea | estación >      | cabecera >>     |
| ------------------------------------------------- | ----------------- | ----- | --------------- | --------------- |
| Paco de Lucía Cambio de tren en Puerta de Arganda | Rivas-Vaciamadrid |       | Arganda del Rey | Arganda del Rey |

### Autobuses
| Diurnos |             |                                   |          |
| Línea | Destino     | Parada                            | Operador |
| 1 | ResidenciaH | 12201 Aparcamiento-Est. La Poveda | ALSA     |
| 1 | La Poveda   | 12201 Aparcamiento-Est. La Poveda | ALSA     |
| H Los domingos y festivos pasa por el cementerio nuevo y de lunes a viernes laborables pasa por el polígono El Guijar |             |                                   |          |

| Diurnos |                                                    |                                   |                           |
| Línea   | Destino                                            | Parada                            | Operador                  |
| 285     | Arganda del Rey                                    | 12201 Aparcamiento-Est. La Poveda | Avanza Movilidad Integral |
| 285     | Velilla de San Antonio-Coslada (San Fernando FFCC) | 12201 Aparcamiento-Est. La Poveda | Avanza Movilidad Integral |